# Sophrone Ier d'Alexandrie
Sophrone Ier d'Alexandrie est un  patriarche melkite d'Alexandrie  de 848 à 860.

## Contexte
Selon L'Art de vérifier les dates dans ses écrits, Eutychius d'Alexandrie, le qualifie « d'homme sage et de philosophe » lorsqu'il succède à Christophore. Sous son pontificat les chrétiens d'Égypte sont persécutés sur ordre du calife Al-Mutawakkil  qui leur fait interdire de monter à cheval et leur impose des vêtements particuliers afin de les distinguer des musulmans. Le gouverneur d'Égypte veut même également les empêcher de célébrer leur culte publiquement. Il meurt vers 859.
Sophrone avait entretenu une correspondance avec l'empereur Théophile de Constantinople et lorsqu'éclate la querelle des images il prend le parti de Saint Ignace contre Photios.